# Institut universitaire de hautes études internationales
Pour les articles homonymes, voir Hautes études internationales.
Ne doit pas être confondu avec l'Institut des hautes études internationales (IHEI), situé à Paris et rattaché à l'Université Panthéon-Assas.
 (janvier 2021).
 (17 janvier 2021).
 (janvier 2021).
L'Institut universitaire de hautes études internationales (IUHEI) de Genève (Suisse) était une école spécialisée dans le domaine des relations internationales qui a existé de 1927 à 2008.
L'Institut est la plus ancienne école d'Europe continentale dédiée aux relations internationales (l'Université du pays de Galles à Aberystwyth étant fondée en 1919) et a été la première université à se consacrer entièrement à l'étude des affaires internationales. Elle a également créé un des premiers programmes de doctorat en relations internationales.
Sa fusion avec l'Institut universitaire d'études du développement (IUED) crée l'Institut de hautes études internationales et du développement (IHEID) en 2008.

## Historique
L'Institut universitaire de hautes études internationales fut fondé en 1927, en grande partie grâce aux efforts des diplomates William Rappard et Paul Mantoux, qui travaillaient comme hauts fonctionnaires au Palais Wilson, siège de la Société des Nations. L'histoire de l'école est intimement liée à celle de nombreuses organisations internationales basées à Genève. Son mandat initial était basé sur une relation étroite avec la Société des Nations et l'Organisation internationale du travail. Il fut convenu que, en échange de la formation de personnel et de délégués, l'Institut recevrait en échange les ressources intellectuelles et les compétences diplomatiques de ces deux organisations. Selon son statut, HEI était « une institution destinée à fournir aux étudiants de tous les pays les moyens de poursuivre des études internationales, notamment d'un caractère historique, juridique, économique, politique et social. »
L'institut a réussi à attirer un certain nombre de professeurs et conférenciers éminents, notamment des pays ayant des régimes oppressifs, dont  Hans Wehberg et Georges Scelle en droit, Maurice Bourquin en histoire diplomatique, et le jeune juriste suisse Paul Guggenheim. Par la suite, d'autres universitaires reconnus ont rejoint le corps professoral de l'Institut, dont Hans Kelsen, théoricien et philosophe du droit, Guglielmo Ferrero, historien italien, et Carl Jacob Burckhardt, historien et diplomate. D'autres personnalités qui vinrent à l'institut cherchant également refuge contre les dictatures, furent les éminents économistes néolibéraux Ludwig von Mises et Wilhelm Ropke. Ce dernier aura une influence importante sur la politique économique allemande d'après-guerre, ainsi que sur le développement de la théorie du marché social.
Après un certain nombre d'années, l'Institut mit au point un système dans lequel des cours temporaires furent donnés par d'éminents intellectuels à la semaine, le semestre ou l'année. Ces cours temporaires furent un centre intellectuel de l'Institut, attirant des noms tels que Raymond Aron, René Cassin, Luigi Einaudi, John Kenneth Galbraith, G. P. Gooch, Gottfried Haberler, Friedrich von Hayek, Hersch Lauterpacht, Lord McNair, Gunnar Myrdal, Harold Nicolson, Philip Noel Baker, Pierre Renouvin, Jean-Baptiste Duroselle, Lionel Robbins,  Jean de Salis, le Comte Carlo Sforza et Jacob Viner.
Un autre professeur de cours temporaire, le professeur de relations internationales de l'Université d'Oxford Sir Alfred Zimmern, a particulièrement marqué l'Institut. Dès 1924, alors qu'il servait au sein du personnel de l'Institut international de coopération intellectuelle à Paris, Zimmern commença à organiser des écoles d'été d'affaires internationales pour l'Université de Genève, nommés les « écoles Zimmern ». Cette initiative aida à construire le cadre général de l'Institut.
Malgré sa petite taille (la faculté n'a jamais dépassé 25 membres avant les années 1980), quatre membres du corps professoral ancien ont reçu des prix Nobel d'économie - Gunnar Myrdal, Friedrich von Hayek, Maurice Allais et Robert Mundell.
Pendant près de trente ans (1927-1954), HEI fut financé principalement par le soutien de la Fondation Rockefeller. Depuis, le canton de Genève et le Conseil fédéral suisse supportent la plupart des coûts de l'Institut. Ce transfert de responsabilité financière a coïncidé avec l'arrivée du successeur de William Rappard comme directeur de l'Institut, l'historien lausannois Jacques Freymond en 1955. La période Freymond fut une période de grande expansion, avec une augmentation des matières enseignées, ainsi que le nombre des élèves et des professeurs, un processus qui continua bien après sa retraite en 1978.
Sous le mandat de Freymond, l'Institut accueillit de nombreuses conférences internationales sur des sujets comme les conditions préalables à des négociations Est-Ouest, les relations avec la Chine et son influence croissante dans les affaires mondiales, l'intégration européenne, les techniques de la prévision politico-socio-économique, les causes et les antidotes possibles du terrorisme international, et bien plus encore. De nombreuses publications marquantes ont également paru sous le mandat de Freymond, notamment le Traité de droit international par le professeur Paul Guggenheim, et la compilation de six volumes de documents historiques de l'Internationale communiste.
Des problèmes de gouvernance au début des années 2000 sont rendus visibles par l'incapacité de l'institution à nommer un nouveau directeur. François Heisbourg renonce à sa nomination quand il apparaît que les ressources financières de l'Institut ne sont pas garanties par le Conseil d'Etat, puis la nomination de Dominique Moïsi provoque la révolte du collège des professeurs, qui soutenait la candidature de Philippe Burrin, l'un des leurs. La nomination d'Alfred Steinherr échoue également. Outre un changement de gouvernance, un audit recommande le recentrage de l'IUHEI sur la formation de troisième cycle (niveau master et doctorat) et l'abandon des programmes de licences. Trois ans plus tard, une fusion est décidée avec l'Institut universitaire d'études du développement (IUED). Celle-ci sera effective dès le 1er janvier 2008 sous le nouveau nom d'Institut de hautes études internationales et du développement (IHEID).

### Directeurs[7]
- Paul Mantoux (1927-1928)
- Paul Mantoux et William Rappard (codirecteurs, 1928-1951)
- William Rappard (1951-1955)
- Michel Virally
- Jacques Freymond (1955-1978)
- Christian Dominicé (1978-1984)
- Lucius Caflisch (1984-1990)
- Alexandre Swoboda (1990-1998)
- Peter Tschopp (1998-2002)
- Jean-Michel Jacquet (2002-2004)
- Philippe Burrin (2004-2007)

## Enseignements et recherches

### Objectifs
Parmi les centres d'études des relations internationales, l'IUHEI présente une physionomie originale. En raison de l'approche pluridisciplinaire qui le caractérise : 4 disciplines y sont enseignées avec le souci de les relier les unes aux autres et d'analyser ainsi, de la manière la plus complète possible, le champ des relations internationales. Les programmes d'études de l'institut sont d'une grande rigueur académique et visent à donner aux étudiants une formation de premier plan dans l'une ou l'autre de ses disciplines : science politique, histoire et politique internationales, droit international et économie.

### Science politique
Les Relations internationales, en tant que discipline des Sciences politiques, sont en train de subir des changements importants. La fin de l'Union soviétique, l'attention croissante apportée aux questions transnationales telles que l'environnement, les Droits de l'homme, les réfugiés ainsi que l'hétérogénéité des approches théoriques apportées à l'étude des phénomènes internationaux donnent à cette discipline une grande diversité. C'est pourquoi l'institut ne cherche pas à offrir des enseignements qui suivent de trop près les questions politiques immédiates étant donné que les sujets en vogue changent rapidement.
L'objectif de la section est donc plutôt de donner aux étudiants les outils analytiques et la formation empirique qui leur permettront de comprendre et d'appréhender un large éventail de sujets. Plus spécifiquement, les étudiants doivent être amenés à posséder une formation solide en science politique, une bonne vue d'ensemble des questions récurrentes dans le domaine et une connaissance approfondie d'un ou deux sujets substantiels.

### Histoire et politique internationales
Ces enseignements visent à éclairer le monde contemporain selon une approche qui donne toute son importance à leur inscription dans la durée. Ciblés en fonction du niveau des étudiants, ils répondent au souci de leur inculquer des connaissances générales, de leur faire acquérir des méthodes de recherche et de les familiariser avec les débats et les enjeux scientifiques contemporains. Certains de ces enseignements ont un caractère global, les autres traitant de dimensions spécifiques (aspects diplomatiques, culturels, économiques, etc.) ou prennent pour cadre l'analyse d'un pays (principalement les grandes puissances) ou d'une région (en particulier les États-Unis, l'Europe et l'Asie).

### Droit international
La section attache une grande importance à ce que les étudiants acquièrent une solide connaissance des aspects fondateurs et généraux du droit international. C'est pourquoi les domaines particuliers dans lesquels la section peut offrir un enseignement spécialisé (comme le droit international économique, le droit du commerce international, la protection des droits de l'Homme et le droit international humanitaire, le droit de l'environnement et des organisations internationales, etc.) sont conçus de façon à permettre la compréhension de ces aspects dans le contexte du droit des relations internationales. Le choix des enseignements est en principe laissé à chaque étudiant ayant choisi le droit comme discipline principale sur la base de ses études antérieures, de son expérience et de ses intérêts. En conséquence, aucun des enseignements de droit international n'est obligatoire ou réservé à une catégorie d'étudiants, bien que certains présupposent une connaissance plus approfondie du droit international que d'autres.

### Économie
Le programme de la section est conçu pour préparer les étudiants à une carrière internationale dans les organisations internationales, les institutions financières, les multinationales et les secteurs privé et académique. Le programme comprend trois catégories de cours : les enseignements de base obligatoires en fonction du programme suivi, destinés à fournir aux étudiants les outils essentiels de l'analyse économique moderne, des cours orientés vers les questions de politique économique dans divers domaines de spécialisation (commerce international, macroéconomie et finance internationales, développement, intégration européenne, économies en transition, etc.) et des cours avancés en théorie, politique économique et méthodes quantitatives.

## Publications
L'Institut universitaire de hautes études internationales publie une collection de livres traitant de sujets relatifs aux matières enseignées. La maison d'édition est Les Presses universitaires de France. Une revue scientifique est aussi publiée quatre fois par année et s'adresse à un public intéressé par l'histoire des xixe et xxe siècles.

## Personnalités

### Professeurs connus
- Georges Abi-Saab
- Lucius Caflisch
- Pierre du Bois de Dunilac
- Marwa Daoudy
- Jacques Freymond
- Dimitri Kitsikis
- Paul Mantoux
- Krystyna Marek
- Miklós Molnar
- Jean Salmon
- Jean Siotis
- Michel Virally
- Charles Wyplosz
- Denise Bindschedler-Robert

### Anciens étudiants connus

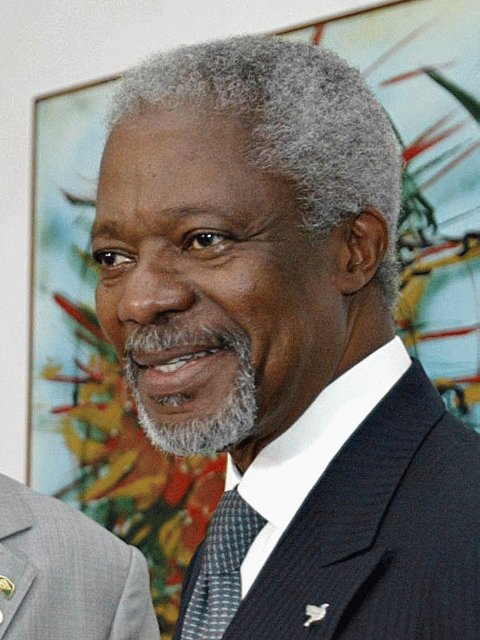
Kofi Annan : alumnus, ancien Secrétaire général des Nations unies (1997-2006) et lauréat du prix Nobel de la paix, 2001.

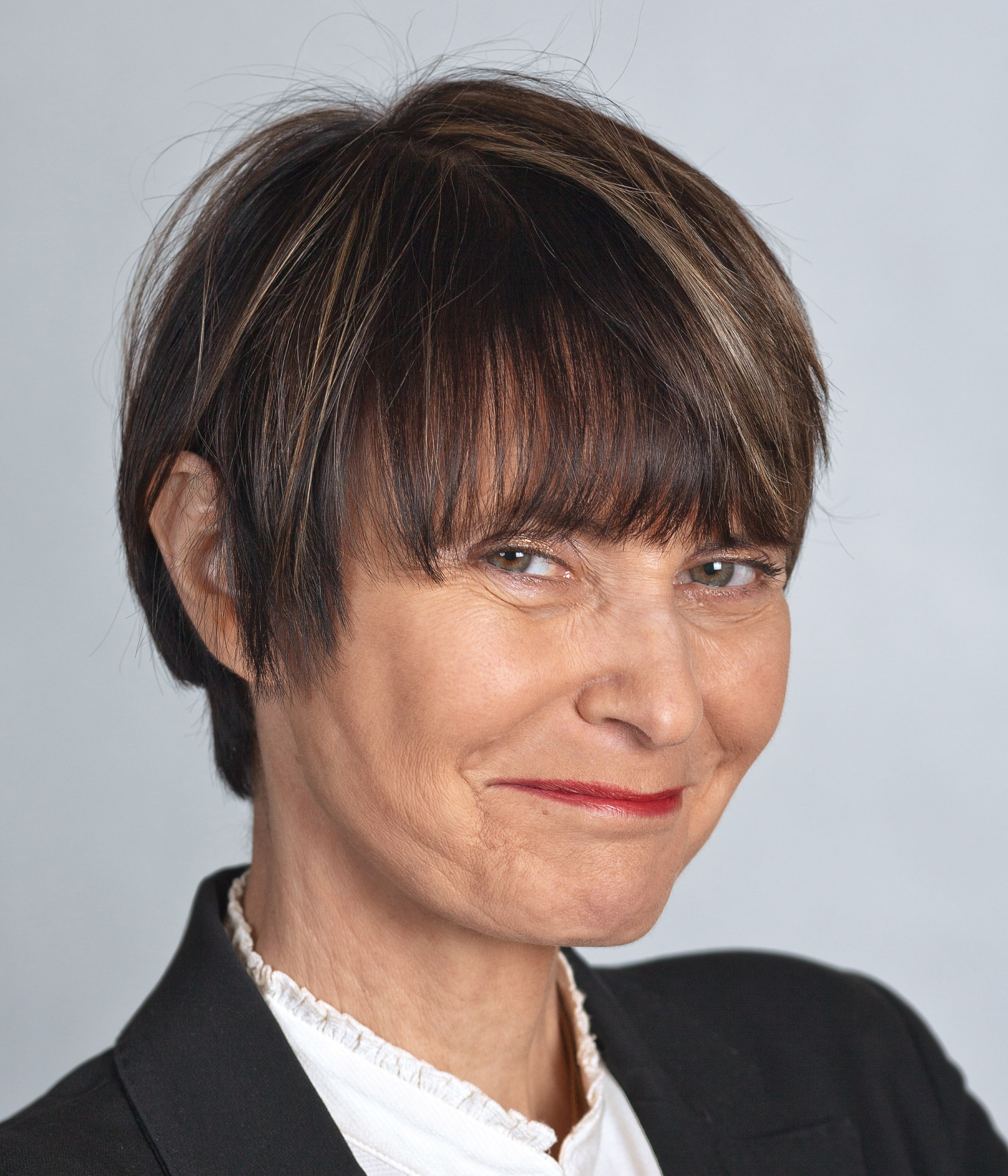
Micheline Calmy-Rey : alumna, ancienne Conseillère fédérale et présidente de la Confédération suisse.

- Kofi Annan, ancien secrétaire général des Nations unies (1997-2006)
- Micheline Calmy-Rey, membre du Conseil fédéral suisse, responsable du Département fédéral des affaires étrangères (DFAE), présidente de la Confédération suisse
- Rudiger Dornbusch (1942-2002), professeur au Massachusetts Institute of Technology
- Nora de Liechtenstein (1950), membre de la maison princière de Liechtenstein
- Henri Ier de Luxembourg
- Philipp Hildebrand, membre de la Direction générale de la Banque nationale suisse (depuis 2003)
- Annemarie Huber-Hotz, chancelière de la Confédération suisse (depuis 2000)
- Sandra Kalniete, femme politique lettonne, députée européenne
- Léon Lambert (1928-1987), banquier belge et collectionneur d'art.
- Robert McFarlane, Conseiller à la sécurité nationale (États-Unis) (1983-1985)
- Frank Melloul, PDG d'i24News, personnalité du monde politique français et des médias
- Kamel Morjane, diplomate et homme politique tunisien
- Michael Reiterer, ambassadeur de la Commission européenne en Suisse
- Jean-Pierre Roth, président de la Direction générale de la Banque nationale suisse (depuis 2001)
- Hernando de Soto, économiste péruvien
- Emanuel Treu, résistant et diplomate autrichien, représentant permanent de l'Autriche auprès des Nations unies à Genève (1960-1966), directeur de l'Académie diplomatique de Vienne (1975-1976)
- Sérgio Vieira de Mello, fonctionnaire international auprès de l'ONU
- Jean-Claude Masangu, gouverneur de la Banque centrale du Congo.
- Amanda Ratnavale,
- Haroldo Rodas, diplomate et homme politique guatémaltèque.
- Mauricio Mulder, congressiste péruvien
- Albert Tévoédjrè, médiateur judiciaire de la République du Bénin
- Carlos Fuentes, ancien diplomate mexicain, professeur Universités de Princeton, Brown, Harvard et Cambridge, scénariste et écrivain de renommée internationale
- Jacques Piccard, scientifique suisse, inventeur entre autres du mésoscaphe, spécialiste des fonds marins et lacustres
- Martin Coiteux, Président du Conseil du trésor du Gouvernement du Québec (depuis 2014)
- Jean-Jacques de Dardel, ancien ambassadeur de Suisse en France et en Chine
- Livia Leu Agosti, secrétaire d'État du Département fédéral des affaires étrangères
- Christian Wenaweser, représentant permanent du Liechtenstein auprès des Nations unies